# Рибне (Каменський район)
Ри́бне (рос. Рыбное) — село у складі Каменського району Алтайського краю, Росія. Адміністративний центр Рибинської сільської ради.

## Населення
Населення — 852 особи (2010; 1243 у 2002).
Національний склад (станом на 2002 рік):
- росіяни — 89 %